# 피슈역
피슈역(Fiesch)은 스위스 발레주에 있는 피슈 지자체에 서비스를 제공하는 미터궤 역이다. 역은 푸르카 베이스 터널, 우리주의 안데르마트, 괴세넨 및 디젠티스/무쉬테, 그라우뷘덴을 통해 발레주의 브리크를 연결하는 푸르카 오버알프 철도(FO)의 일부를 형성한다. FO와 브리크-피스프-체르마트 철도(BVZ) 간의 합병 이후, 2003년 1월 1일부터 FO는 마터호른 고트하르트 철도(MGB)가 소유 및 운영하고 있다.
기차역은 2019년에 완전히 리뉴얼되었다. 이제 피슈 – 피셔알프 곤돌라의 하단부가 있으며 엑기스호른과 더 연결된다.

## 운행편
다음 서비스는 피슈에서 정차한다.
- 레기오 :
  - 체르마트까지 매시간 운행.
  - 피스프와 안데르마트 사이의 시간별 서비스.

장거리 빙하특급은 정차하지 않고 피슈를 통과한다. 빙하특급은 2018년 말에 피슈에서 정차했다.